# 見えない国家
『見えない国家』（みえないこっか、看不見的國家、Invisible Nation）は、2023年にヴァネッサ・ホープが監督・製作したアメリカ・台湾合作のドキュメンタリー映画。
蔡英文総統が在任期間に台湾の民主主義を守り、アメリカと中国からの地政学的圧力への対処に奮闘する様子を描く。
2024年5月31日にアブラモラマによって全米公開され、2025年6月13日に台湾でも全国上映された。

## 内容
この映画では、台湾初の女性総統である蔡英文の8年間の任期の舞台裏として、権威主義的な脅威や中国との緊張の高まりに直面しながら、台湾の民主主義制度と国民のアイデンティティを守ろうとした蔡英文の努力を描いている。インタビューやアーカイブ映像、地図をベースにしたアニメーショングラフィックを通して、台湾の植民地化の歴史、戒厳令から民主化への移行、そして現在の国際的な承認を求める闘いをドキュメンタリーとして掘り下げる。蔡英文政権における重要な瞬間も捉え、軍事的な脅迫、外交上の孤立、そして中国からの政治的干渉に対する蔡英文の対応と政権の内部事情を垣間見ることができる。

## 製作
監督のヴァネッサ・ホープは、アメリカと中国の関係を追った映画『All Eyes and Ears』の完成後に台湾をテーマにしたドキュメンタリー映画の制作を考え、2016年総統選挙をきっかけにこの映画の制作に着手した。ホープは総統府を通じて蔡英文に提案書を提出し、6か月後に撮影の同意を得てプロジェクトの編集権を保持した。
主要な撮影は2017年5月に始まり、 2019年に香港で発生した民主化デモ時にも重要な撮影が行われ、2022年7月から2023年2月に映画の製作が行われた。

## 公開
2023年9月29日にウッドストック映画祭で世界初公開され、2023年11月14日にはアムステルダム国際ドキュメンタリー映画祭で上映された。2024年1月25日にスラムダンス映画祭、2024年3月13日にコペンハーゲン国際ドキュメンタリー映画祭でも上映された。  2024年4月にアブラモラマがこの映画の配給権を取得し、 2024年5月31日に全米公開された。2025年6月13日には台湾でも全国上映された。
台湾版のポスターには、玉山を背景に現副総統の蕭美琴や現行政院副院長の鄭麗君、監察院長の陳菊、立法委員の呉沛憶などの女性政治家も写っており、大きな話題となった。

## 評価
カンヌ国際映画祭の受賞経験をもつパク・チャヌクは「外国人の客観的な視点を通して、この問題を私たちに深く考えさせてくれる」と称賛し、イギリスのガーディアン紙は「台湾の理解を深めたい人にとって、この映画は有益な入門書となるだろう」として推薦した。